# Sant Domènec del Castell

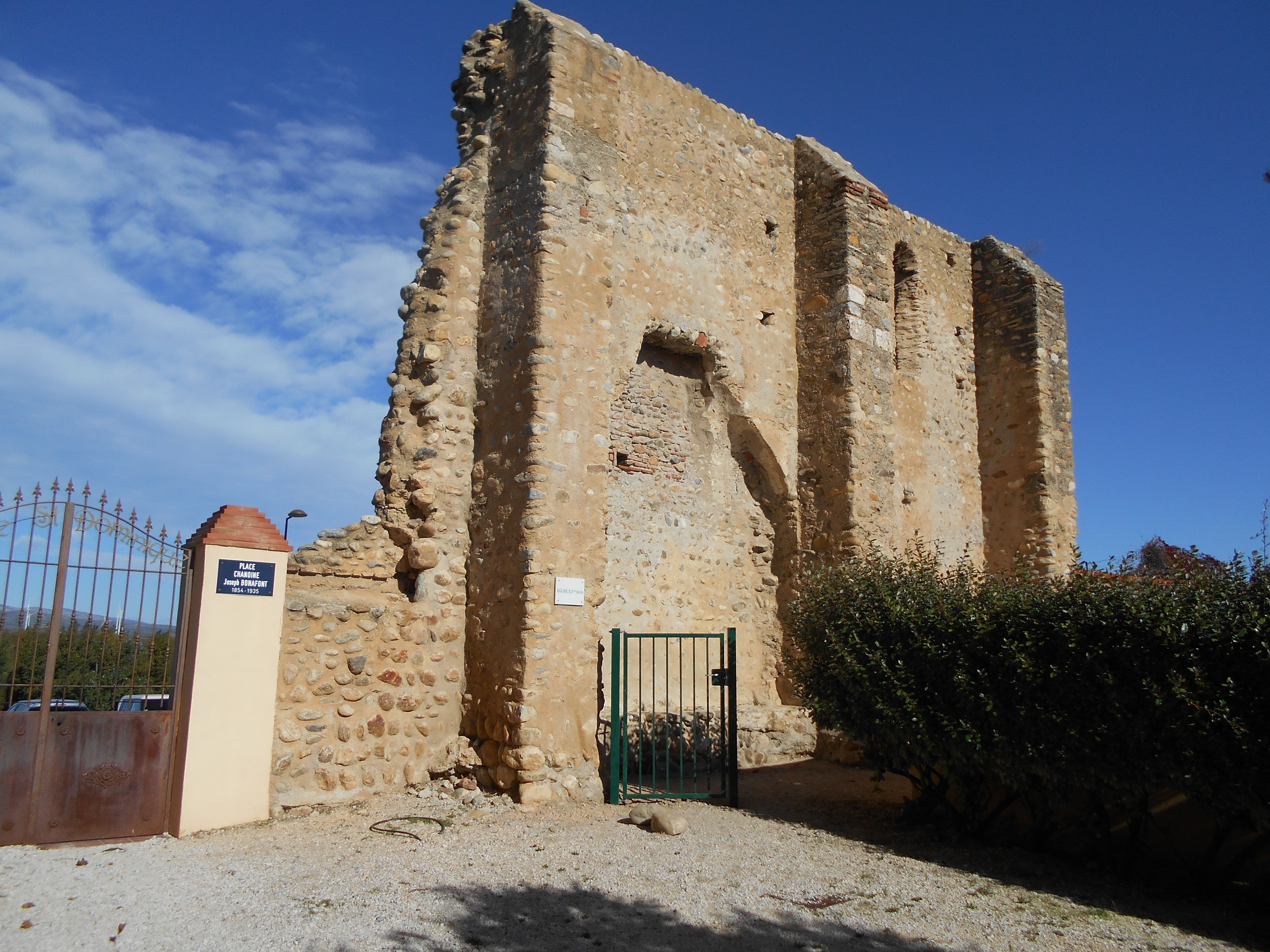
Façana meridional

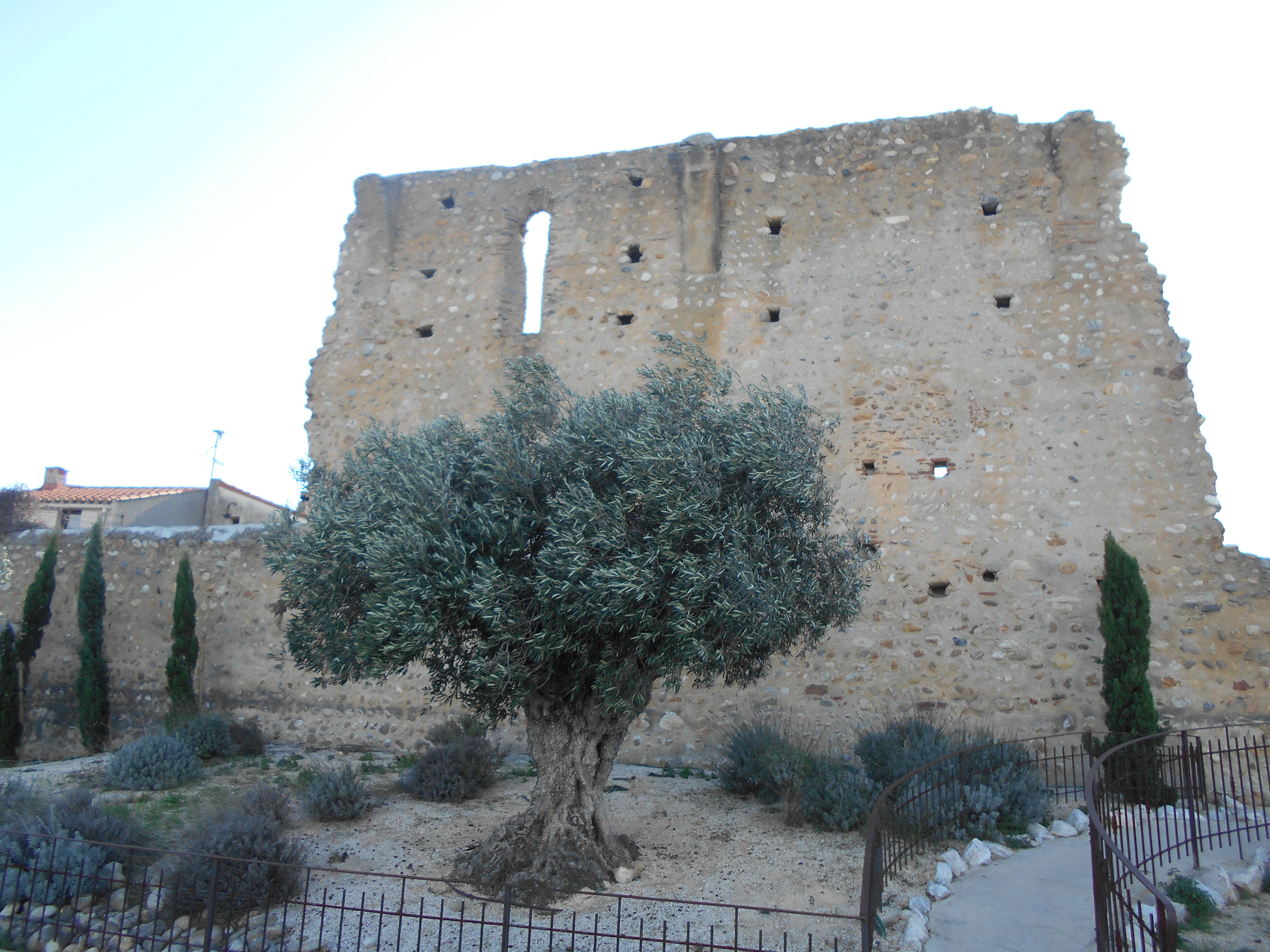
Mur meridional, interior

Sant Domènec del Castell era la capella del Castell del Soler, del poble del Soler, a la comarca del Rosselló (Catalunya del Nord).
Les restes formen part del castell del Soler, dalt d'un turó d'argila de la riba de la Tet, al nord del poble del Soler. Aquest turó, amb el castell i l'església, s'ensulsià en una avinguda de la Tet a la segona meitat del segle xvi.

## Història
L'església dedicada a sant Domènec és esmentada des del 959. Des de la construcció sempre va romandre dins de la jurisdicció directa de l'església d'Elna, juntament amb el castell i l'església parroquial de Sant Julià i Santa Basilissa.
El 1256 Bernat de Berga, bisbe d'Elna  decidí de construir una església dins del castell del Soler.

## L'edifici
Actualment només roman dempeus el mur sud i una part de la capçalera, al nord de la cellera del Soler, integrat en la pàrquing públic que s'hi ha obert després de corregir una part dels efectes de les ensulsiades de l'indret. Es tracta d'una paret de dimensions considerables, on es conserva l'espai de la porta a migdia, i finestres, tot d'època romànica tardana. Al que seria l'interior de l'església hi ha l'arrencada de la volta; tot plegat fa pensar en una església de dimensions considerables.